# Distrikt Yanaquihua
Der Distrikt Yanaquihua liegt in der Provinz Condesuyos in der Region Arequipa in Südwest-Peru. Der Distrikt wurde am 2. Januar 1857 gegründet. Er besitzt eine Fläche von 1056 km². Beim Zensus 2017 wurden 4288 Einwohner gezählt. Im Jahr 1993 lag die Einwohnerzahl bei 3344, im Jahr 2007 bei 4936. Die Distriktverwaltung befindet sich in der etwa 3000 m hoch gelegenen Ortschaft Yanaquihua mit 611 Einwohnern (Stand 2017). Yanaquihua liegt knapp 25 km westnordwestlich der Provinzhauptstadt Chuquibamba.

## Geographische Lage
Der Distrikt Yanaquihua erstreckt sich über die aride Hochfläche südlich der Cordillera Volcánica im Südwesten der Provinz Condesuyos. Der Río Ocoña durchquert den Distrikt in südlicher Richtung. Dessen linker Nebenfluss Quebrada Chorunga fließt entlang der südöstlichen Distriktgrenze nach Südwesten.
Der Distrikt Yanaquihua grenzt im Süden und im Südwesten an den Distrikt Río Grande, im Westen an den Distrikt Cahuacho (Provinz Caravelí), im Nordwesten an die Distrikte Tauría und Toro (beide in der Provinz La Unión), im Norden an den Distrikt Chichas, im äußersten Nordosten an den Salamanca sowie im Osten und im Südosten an den Distrikt Andaray.

## Minenunglück 2023
In der kleinen Goldmine La Esperanza 1 der Minengesellschaft Yanaquihua im Ort Yanaquihua entfachte ein Kurzschluss am 6. Mai 2023 einen Brand des ölgetränkten Holzausbaus eines Stollens 100 m unter der Erdoberfläche und 500 m entfernt vom Mineneingang. 175 Bergleute konnten gerettet werden, 27 wurden bis am 8. Mai 01.00 Uhr Ortszeit tot geborgen. Einem Untersuchungsbericht lokaler Behörden zufolge, bestanden in der Unglücksmine schwere Mängel und gravierende Sicherheitsprobleme. Zwar ist das Minenunglück eines der größten der jüngeren Geschichte Perus, doch sind in Summe jährlich Dutzende Tote im Bergbau in Peru üblich. Peru liefert etwa 100 t Gold pro Jahr, etwa 4 % der Weltproduktion. Das gesamte Gold aus der Mine in Yanaquihua, welche vom Staatssekretariat für Wirtschaft (Seco) im Rahmen der «Swiss Better Gold»-Initiative finanziell unterstützt wird, wird laut der NZZ am Sonntag ausschließlich in der Schweizer Raffinerie Metalor verarbeitet.